# Тиннура
Тиннура (итал. Tinnura) — коммуна в Италии, располагается в регионе Сардиния, в провинции Ористано.
Население составляет 272 человека (2008 г.), плотность населения составляет 72 чел./км². Занимает площадь 4 км². Почтовый индекс — 8010. Телефонный код — 0785.
Покровителем коммуны почитается святая Анна, празднование 26 июля.

## Демография
Динамика населения:

## Администрация коммуны
- Официальный сайт: https://web.archive.org/web/20080604234316/http://www.comune.tinnura.nu.it/